# 佛山岭南明珠体育馆
佛山岭南明珠体育馆，是中国广东省佛山市的一个大型体育场馆，位于禅城区岭南大道北79号、佛山电视塔北侧，占地面积约335亩，总投资约5.5亿元人民币，建筑面积7.6万平方米，包括8500多个观众座席的综合体育馆、训练馆、大众馆和全民健身广场等附属设施，由中体产业集团旗下的佛山中奥广场管理有限公司负责运营。

## 历史
佛山岭南明珠体育馆（原名佛山市综合体育馆）是佛山市为承办广东省第十二届运动会而兴建，2003年7月展开规划与建筑设计方案国际竞赛，2003年10月，日本仙田满公司（株式会社环境设计研究所）设计的“岭南明珠”方案中标，2004年3月22日奠基，2004年4月25日正式动工，2005年2月28日封顶，2006年7月28日竣工。2007年1月1日，佛山市人民政府正式将岭南明珠体育馆委托给中体产业集团旗下的佛山中奥广场管理有限公司运营。2010广州亚运会期间，该馆为拳击比赛举办场地。

## 建筑
综合体育馆、练习馆、大众馆通过三个穹顶连廊连为一体，结构为中国传统的斗拱结构结合网膜结构、由等高线形环层叠形成，可自然采光及通风，白色的圆弧外形像三颗璀璨的“明珠”，西侧设置圆形风雨廊围合市民健身广场。
- 综合体育馆（主场馆）：占地面积达3500平方米，建筑面积75967平方米，高33米，直径132米，分地下一层、地上四层，设有8500多个观众座席（包括固定座位5788个、可移动座位2804个）。
- 训练馆：分地下一层，地上二层，设有920多个观众座席。平日可作为羽毛球场地，重大赛事时可作为主场馆热身场地。
- 大众馆：占地面积与训练馆相当，是一个多功能小型运动场馆。
- 全民健身广场：面积达28000平方米，包括长600米的户外回廊及18个露天篮球场。